# Sasca Nouă
Sasca Nouă – wieś w Rumunii, w okręgu Suczawa, w gminie Cornu Luncii. W 2011 roku liczyła 189 mieszkańców.